# Orde de la Victòria
L'Orde de la Victòria (en rus: Орден "Победa") era la més alta condecoració militar de la Unió Soviètica i una de les més escasses del món. L'orde era lliurada per "una reeixida operació en el marc d'un o diversos fronts que tingui com a resultat un canvi a favor de l'Exèrcit Roig". En la seva història ha estat lliurada vint vegades a tretze líders, amb una revocació.
És la condecoració militar més alta de l'URSS. Com a deferència especial, al Kremlin de Moscou hi ha una placa commemorativa on apareix el nom de tots els cavallers de l'orde.
Penja a l'esquerra del pit, a uns 12-14cm per damunt del cinturó. El galó se situa davant de tots els altres.

## Història
Va ser instituïda pel Decret de la Presidència del Consell Superior de l'URSS del 8 de novembre de 1943. Pel decret de la Presidència del Consell Superior de l'URSS del 18 d'agost de 1944 es confirmaren el disseny i la descripció de la cinta, així com l'ordre de la posició de la insígnia i del galó (es va instituir simultàniament amb l'Orde de Glòria).
La seva concessió només pot atorgar-se per Decret de la Presidència del Consell Superior de l'URSS.
L'orde va ser proposada pel coronel N. S. Neyelov, el qual servia a les casernes generals de l'Exèrcit Roig als voltants del juny del 1943. El nom suggerit pel coronel va ser Orde de la Fidelitat a la Mare Pàtria. No obstant això se li va donar el nom actual a la fi d'octubre d'aquell any, i finalment adoptada el 8 de novembre de 1943. El projecte aprovat era del pintor A.I. Kuznetsov (autor també de l'Orde de la Guerra Patriòtica), però es decidí que sobre el medalló apareixeria la imatge de la torre Spasskaya del Kremlin en lloc de l'escut de la Unió Soviètica.
La primera vegada que es va atorgar va ser el 10 d'abril de 1944 a Aleksandr Vassilevski i Gueorgui Júkov. Cadascuna d'elles va ser atorgada al llarg de la Segona Guerra Mundial, excepte a Leonid Bréjnev, que va ser condecorat l'any 1978. També va ser atorgada als màxims comandants de les Forces Aliades.
Actualment, totes les condecoracions atorgades als caps militars soviètics es troben al fons de diamants de Rússia, la concedida a Eisenhower està al seu museu commemoratiu a Abilene (Kansas), la del Mariscal Tito està al museu "25 de maig" de Belgrad, i la del Mariscal Montgomery es troba al Museu Imperial de Guerra de Londres. La concedida al rei Miquel I es troba en una col·lecció privada, sembla que venuda per un parent del dictador Ceaucescu.
El seu cost el 1945 era de £3750.

## La Insígnia
La insígnia de l'Orde estava confeccionada de platí, amb la forma d'estrella de cinc braços de 72 mm de diàmetre. L'estrella estava decorada per 150 diamants que en total pesaven 3.2 grams, mentre que els braços de l'estrella estava feta de robins. Al centre hi havia un medalló d'esmalt blau, amb la imatge de la muralla del Kremlin de Moscou, el Mausoleu de Lenin i la Torre Spasskaia en or, envoltada per cintes de blat també d'or. Les paraules "CCCP" ("URSS") apareixen en la zona superior, mentre que les de "Победа" (Victòria) en la part de baix. Cadascuna era confeccionada per un joier, i el creador del seu disseny és desconegut, encara que se sap que Stalin el va aprovar el 20 d'octubre de 1943.
La cinta de l'Orde va ser creada tenint en consideració diverses altres ordes soviètiques: la franja vermella del mig de 13 mm per l'Orde de Lenin. Als costats hi ha 5 barres de 3 mm separades per una franja blanca de 0,5 mm. Els colors són verd per l'Orde de Suvórov, blau per l'Orde de Kutúzov, vermell per l'Orde d'Alexandre Nevski, blau cel per l'Orde de Bogdan Khmelnitski i taronja amb una línia negre central per l'Orde de Glòria.
La longitud del galó és una de les majors presentades pel Govern Soviètic (46mm, el doble de l'habitual), això no obstant, l'orde normalment es lluïa íntegrament (sobre l'uniforme de parada). Sobre l'uniforme de camp, el galó se situava a dalt de tot, sent el primer galó de la barra.

## Condecorats

Cinta de l'orde

### Dues vegades
- Ióssif Stalin - 29/7/1944 per l'alliberament d'Ucraïna - 26/6/1945 per la Victòria sobre Alemanya
- Gueorgui Júkov - 10/4/1944 per l'alliberament d'Ucraïna - 30/3/1945 per la Captura de Berlín
- Aleksandr Vassilevski - 10/4/1944 per l'alliberament d'Ucraïna - 8/9/1945 per la conquesta de Prússia Oriental

### Una vegada
- Aleksei Antónov - 4/6/1945 per la planificació de les operacions de combat i la coordinació de les accions dels Fronts
- Leonid Govorov - 31/5/1945 per l'Alliberament dels Països Bàltics
- Ivan Koniev - 30/3/1945 per l'Alliberament de Polònia i la conquesta de l'Oder
- Rodion Malinovski - 26/4/1945 per l'alliberament d'Hongria i Àustria
- Kiril Meretskov - 8/9/1945 per la Victòria sobre Japó.
- Konstantin Rokossovski - 30/3/1945 per l'Alliberament de Polònia
- Semion Timoixenko - 4/6/1945 - per la planificació de les operacions de combat i la coordinació de les accions dels Fronts
- Fiodor Tolbukhin - 26/4/1945 per l'alliberament d'Hongria i Àustria
- Leonid Bréjnev (condecorat el 1978, revocat el 1989)

### Receptors internacionals
- Dwight Eisenhower (Estats Units) - 4/6/1945 - Comandant Suprem de les Forces Aliades a Europa
- Josip Broz Tito (Iugoslàvia) - 9/9/1945 – Comandant Suprem de l'Exèrcit d'Alliberament Nacional Iugoslau
- Bernard Montgomery (Regne Unit) - 5/6/1945
- Michal Rola-Zymierski (Polònia) - 9/8/1945 – Comandant Suprem de l'Exèrcit Polonès (en territori soviètic)
- Miquel I de Romania (l'últim condecorat viu) - 6/7/1945